# レオノール・デ・シシリア
レオノール・デ・シシリア（Leonor de Sicilia, 1325年 - 1375年）は、アラゴン王ペドロ4世の3番目の王妃。父はシチリア王ピエトロ2世、母はケルンテン公オットー3世の娘エリザベッタ。イタリア語名ではエレオノーラ・ディ・シチリア（Eleonora di Sicilia）。
1349年にバレンシアで、同じバルセロナ家の又従兄に当たるペドロ4世と結婚し、3男1女をもうけた。
- フアン1世（1350年 - 1396年）　アラゴン王
- マルティン1世（1356年 - 1410年）　アラゴン王、シチリア王
- レオノール（1358年 - 1382年）　カスティーリャ王フアン1世の王妃、エンリケ3世とアラゴン王フェルナンド1世の母
- アルフォンソ（1362年 - 1364年）